# Lotte Smiseth Sejersted
Lotte Smiseth Sejersted (Bærum, 5 marzo 1991) è un'ex sciatrice alpina norvegese.
È sorella di Adrian, a sua volta sciatore alpino di alto livello.

## Biografia

### Stagioni 2007-2010
Nata a Bærum, la Sejersted ha iniziato a gareggiare durante la stagione 2006-2007. Quell'anno ha esordito infatti in gare FIS (il 22 novembre a Hemsedal in supergigante, 35ª), in Coppa Europa (il 6 dicembre ancora a Hemsedal e ancora in supergigante, 69ª) ed è stata convocata ai Mondiali juniores di Altenmarkt/Flacahu 2007. Proprio nella rassegna iridata giovanile ha ottenuto il primo risultato di rilievo in carriera vincendo la medaglia d'argento nella discesa libera del 2009, preceduta solo dalla francese Marine Gauthier.
Con l'inizio della stagione 2009-2010 ha esordito in Coppa del Mondo in occasione dello slalom gigante di Sölden del 24 ottobre, in cui non si è qualificata per la seconda manche. Il mese dopo ha conquistato il primo podio in Coppa Europa, il 28 novembre a Funäsdalen (3ª in slalom gigante), mentre il 18 dicembre ha ottenuto i primi punti nel circuito maggiore piazzandosi 28ª nella supercombinata di Val-d'Isère. Infine in febbraio si è riconfermata ai Mondiali juniores, conquistando la medaglia di bronzo nella discesa libera e quella d'argento nella classifica di combinata a Monte Bianco 2010.

### Stagioni 2011-2016

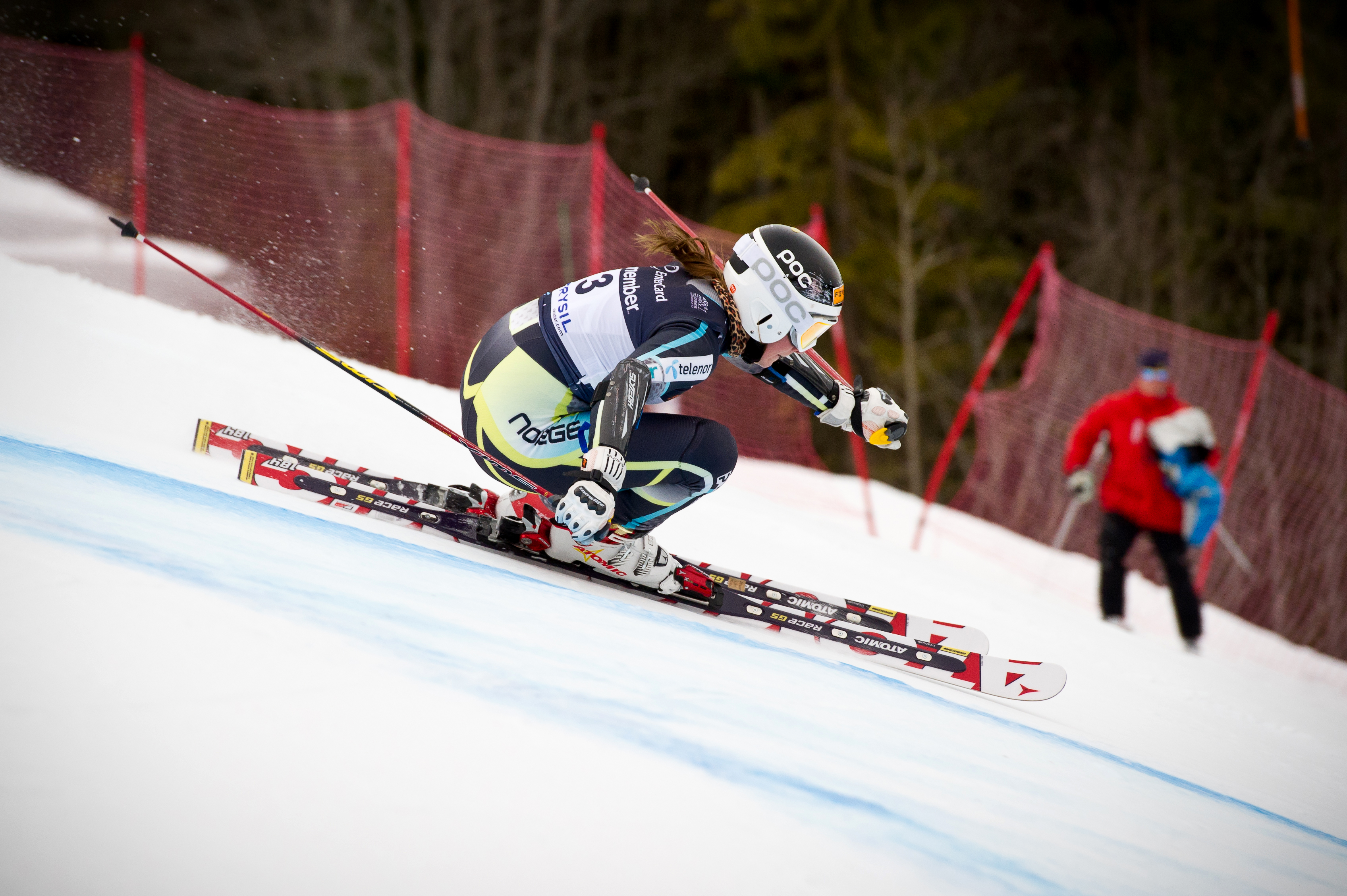
Lotte Smiseth Sejersted in gara ai Campionati norvegesi del 2011, durante i quali si è aggiudicata tutti i cinque titoli in palio

Nella stagione 2010-2011, dopo aver vinto l'Australia New Zealand Cup, la Sejersted ai Mondiali juniores di Crans-Montana ha vinto la medaglia d'oro nella discesa libera. Ha quindi esordito ai Campionati mondiali nella rassegna di Garmisch-Partenkirchen, classificandosi 10ª nella supercombinata e non completando discesa libera e supergigante; il 6 marzo dello stesso anno ha colto a Lenzerheide in discesa libera il suo miglior piazzamento in Coppa del Mondo, un 5º posto che avrebbe replicato altre due volte in carriera. Sempre nel 2011, il 15 dicembre ha colto a Zinal la sua unica vittoria in Coppa Europa, in slalom gigante, e il 19 dicembre successivo il suo ultimo podio, a Valtournenche nella medesima specialità (3ª).
Ai Mondiali di Schladming 2013, sua ultima presenza iridata, è stata 21ª nella discesa libera, 13ª nel supergigante, 30ª nello slalom gigante e non ha completato la supercombinata, mentre l'anno dopo ai XXII Giochi olimpici invernali di Soči 2014, sua unica presenza olimpica, si è classificata 6ª nella discesa libera, 14ª nel supergigante, 23ª nello slalom gigante e non ha concluso la supercombinata. Nell'aprile 2017, dopo una serie di gravi infortuni che l'avevano costretta a lunghi periodi di stop e cure riabilitative, ha annunciato il ritiro dalle competizioni; la sua ultima gara in carriera è stata la discesa libera di Coppa del Mondo disputata ad Altenmarkt-Zauchensee il 9 gennaio 2016, non completata dalla Sejersted.

## Palmarès

### Mondiali juniores
- 4 medaglie:
  - 1 oro (discesa libera a Crans-Montana 2011)
  - 2 argenti (discesa libera a Garmisch-Partenkirchen 2009; combinata a Monte Bianco 2010)
  - 1 bronzo (discesa libera a Monte Bianco 2010)

### Coppa del Mondo
- Miglior piazzamento in classifica generale: 38ª nel 2014

### Coppa Europa
- Miglior piazzamento in classifica generale: 25ª nel 2010
- 3 podi:
  - 1 vittoria
  - 2 terzi posti

#### Coppa Europa - vittorie
| Data            | Località | Paese    | Specialità |
| --------------- | -------- | -------- | ---------- |
| 15 gennaio 2011 | Zinal    | Svizzera | GS         |

Legenda:

GS = slalom gigante

### Australia New Zealand Cup
- Vincitrice dell'Australia New Zealand Cup nel 2011
- Vincitrice della classifica di supergigante nel 2011
- Vincitrice della classifica di combinata nel 2011
- 7 podi:
  - 4 vittorie
  - 2 secondi posti
  - 1 terzo posto

#### Australia New Zealand Cup - vittorie
| Data              | Località   | Paese         | Specialità |
| ----------------- | ---------- | ------------- | ---------- |
| 9 settembre 2010  | Mount Hutt | Nuova Zelanda | SG         |
| 9 settembre 2010  | Mount Hutt | Nuova Zelanda | SC         |
| 10 settembre 2010 | Mount Hutt | Nuova Zelanda | SC         |
| 10 settembre 2010 | Mount Hutt | Nuova Zelanda | SG         |

Legenda:

SG = supergigante

SC = supercombinata

### Campionati norvegesi
- 23 medaglie[3]:
  - 16 ori (discesa libera nel 2007; supergigante, slalom gigante, supercombinata nel 2009; discesa libera, supercombinata nel 2010; discesa libera, supergigante, slalom gigante, slalom speciale, supercombinata nel 2011; discesa libera, supergigante, supercombinata nel 2012; supergigante nel 2013; discesa libera nel 2014)
  - 5 argenti (supergigante nel 2007; discesa libera nel 2008; slalom speciale nel 2012; discesa libera nel 2013; supergigante nel 2014)
  - 2 bronzi (discesa libera nel 2009; slalom gigante nel 2012)